# Fundong
Fundong is een dorp in de Nord-Ouest provincie, in het westen van Kameroen. Het is de hoofdstad van het department Boyo